# 太始 (西汉)
太始（前96年—前93年）是汉武帝的第九个年号。汉朝使用太始这个年号一共4年。

## 年號釋義
《漢書·武帝紀》顏師古注引應劭曰：「言盪滌天下，與民更始，故以冠元。」

## 纪年
| 太始 | 元年   | 二年   | 三年   | 四年   |
| ---- | ------ | ------ | ------ | ------ |
| 公元 | 前96年 | 前95年 | 前94年 | 前93年 |
| 干支 | 乙酉   | 丙戌   | 丁亥   | 戊子   |

## 参看
- 中國年號索引
- 其他时期使用的太始年号

| 前一年號： 天汉 | 西漢年號 太始 | 下一年號： 征和 |